# Arawana arizonica
Arawana arizonica – gatunek chrząszcza z rodziny biedronkowatych i podrodziny Coccinellinae. Endemiczny dla Arizony w południowej części Stanów Zjednoczonych.

## Taksonomia
Gatunek ten opisany został po raz pierwszy w 1899 roku przez Thomasa Lincolna Caseya na łamach „Journal of the New York Entomological Society” pod nazwą Exochomus arizonicus. Jako miejsce typowe wskazano Arizonę. W 1908 roku Charles William Leng umieścił go w podrodzaju Exochomus (Arawana), a w 1920 roku wyniósł ów podrodzaj do rangi osobnego rodzaju Arawana. W 1932 roku Richard Korschefsky obniżył mu rangę do podrodzaju w obrębie rodzaju Chilocorus. W 1965 roku powtórnie do rangi osobnego rodzaju wyniósł go Edward Albert Chapin.

## Morfologia
Chrząszcz o ciele szeroko-owalnym, niemal okrągłym w zarysie, silnie wysklepionym, długości od 3,25 do 3,5 mm i szerokości od 3 do 3,2 mm. Wierzch ciała jest nieowłosiony, gładki. Barwa wierzchu ciała jest smolista do czarnej z parą czerwonych, podłużnych plamek w przedniej połowie pokryw, w przeciwieństwie do pokrewnej A. scapularis szeroko odseparowanych od kątów barkowych. Czułki buduje dziesięć członów, z których trzy ostatnie formują buławkę. Głaszczki szczękowe mają człon ostatni silnie siekierowaty, o ukośnej krawędzi wierzchołkowej. Podgięcia pokryw mają dołki, w które wchodzą wierzchołki ud. Stopy mają silnie, gwałtownie zakrzywione pazurki z trójkątnym zębem nasadowym. U obu płci występuje pięć widocznych sternitów odwłoka (wentrytów), z których pierwszy ma niemal kompletne linie udowe. Genitalia samca mają lancetowaty płat nasadowy i palcowaty wyrostek na paramerze. Samica ma Y-kształtne infundibulum.

## Rozprzestrzenienie
Owad nearktyczny, endemiczny dla południowej części Stanów Zjednoczonych. Znany jest tylko z Arizony, skąd to podawany był z pasm Santa Catalina Moutains i Santa Rita Mountains oraz dwóch innych stanowisk w hrabstwie Cochise.